# Zwierciadło oświetlające

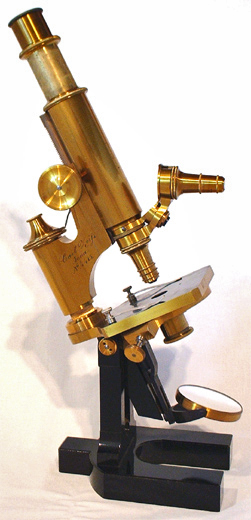
Mikroskop firmy Zeiss (1879 r.) wyposażony w zwierciadło oświetlające

Zwierciadło oświetlające - lustro zawieszone u podstawy mikroskopu, służące do naświetlania badanego obiektu. Naświetlanie jest możliwe poprzez skierowanie promieni słonecznych (lub innego źródła światła, np. żarówki) na kondensor w mikroskopie.
Obecnie produkowane mikroskopy zamiast zwierciadła oświetlającego mają wbudowany oświetlacz z własnym źródłem światła.